# SARS
Ciężki ostry zespół oddechowy (ang. severe acute respiratory syndrome, SARS) – wirusowa choroba oddechowa, wywoływana przez koronawirusa SARS-CoV. Po raz pierwszy pojawiła się w listopadzie 2002 roku w prowincji Guangdong w południowych Chinach.
Informacje o tej nowej chorobie pojawiły się dopiero wtedy, gdy zachorowali pierwsi pacjenci w Hongkongu i Wietnamie. Pierwotnym nosicielem wirusa SARS są podkowce – nietoperze z rodziny podkowcowatych znalezione w prowincji Junnan w Chinach. Pierwszy raz rozpoznał chorobę lekarz Światowej Organizacji Zdrowia Carlo Urbani, który diagnozował 48-letniego biznesmena z nieznanym schorzeniem wyglądającym na przypadek ptasiej grypy. Sam zakaził się od niego i zmarł 29 marca 2003 roku w Tajlandii. Po pewnym czasie choroba rozprzestrzeniła się drogą podróży lotniczych do innych krajów.

## Rozwój epidemii
Choć pierwsze przypadki SARS były odnotowywane już w listopadzie 2002 roku, władze chińskie starały się to ukryć i zastosowały blokadę informacyjną. WHO została powiadomiona dopiero w lutym 2003 roku. Przypuszcza się, że to opóźnienie ułatwiło rozwój epidemii i spowodowało jej większe rozprzestrzenienie. W wyniku krytyki władze Chińskiej Republiki Ludowej przyznały się do winy i wyraziły ubolewanie z powodu swoich zaniedbań. Od kwietnia 2003 roku chińskie władze i system ochrony zdrowia podjęły szeroko zakrojone wysiłki w celu opanowania epidemii, są także o wiele bardziej otwarte na współpracę z instytucjami międzynarodowymi, głównie WHO.
Choroba rozprzestrzenia się drogą kropelkową, jednak nie da się także wykluczyć, że może też rozprzestrzeniać się poprzez kontakt z wydzielinami i przedmiotami z otoczenia pacjenta. Nie zweryfikowano jeszcze tezy o możliwej modyfikacji wirusa pod wpływem czynników środowiskowych. Niepokojące jest niemalże równoczesne wystąpienie 321 przypadków choroby, na jednym z osiedli mieszkaniowych w Hongkongu, we wszystkich tych przypadkach choroba ponadto miała ostrzejszy przebieg: podwoiła się liczba pacjentów wymagających intensywnej terapii, zachorowało też więcej osób młodych i dotąd zdrowych.
Pod koniec lutego amerykański biznesmen podróżujący z Szanghaju, przez Hongkong do Hanoi w Wietnamie zachorował na SARS. Trafił do szpitala, gdzie zakaziło się od niego 30 osób. Bez objawów poprawy został przewieziony do Hongkongu, gdzie zmarł. W osobnym ognisku choroby w szpitalu w Hongkongu pojedynczy pacjent zainfekował 68 pracowników szpitala w marcu 2003 roku. Nowe przypadki choroby obejmują krewnych osób chorych lub pracowników ochrony zdrowia. Sądzi się, że większości przypadków można było uniknąć, gdyby stosowano procedury profilaktyczne, przewidziane w wypadku wysoce zakaźnych schorzeń. Wszystkie przypadki, które pojawiły się na świecie, mogą w sposób bezpośredni lub pośredni być powiązane z kontaktem z ludźmi, powracającymi z Azji Południowo-Wschodniej. 80% przypadków z Hongkongu można przypisać pewnemu chińskiemu profesorowi medycyny, pochodzącemu z prowincji Guangdong. Zakaził on 7 innych gości hotelowych, zanim zmarł. Od tych 7 gości choroba rozprzestrzeniła się na pracowników szpitala.
12 marca WHO wydało ostrzeżenie dla służb medycznych na całym świecie w związku z zagrożeniem epidemią SARS. Wkrótce potem ostrzeżenie takie wydał CDC (Centrum Zwalczania Chorób) w Stanach Zjednoczonych. Dnia 27 marca 2003 roku WHO zaleciła wykonywanie badań u podróżujących z zagrożonych rejonów. Wprowadzono kwarantannę, a w Singapurze szkoły zostały zamknięte na 10 dni, aby przeciwdziałać rozwojowi epidemii. Dnia 27 marca 2003 roku w Hongkongu zamknięto szkoły do dnia 6 kwietnia ze względu na epidemię SARS. Dnia 3 kwietnia 2003 w Hongkongu przedłużono zamknięcie szkół do 21 kwietnia. Dnia 9 maja 2008 została ogłoszona kwarantanna jednego pociągu w Kanadzie. Zmarła jedna osoba, 10 zachorowało.

## Etiologia SARS
16 kwietnia 2003 roku Światowa Organizacja Zdrowia (WHO) ogłosiła, że przyczyną choroby SARS jest nowy patogen z rodziny koronawirusów nigdy przedtem nie spotykany u ludzi, nazwany wirusem SARS. Został on zidentyfikowany dzięki ścisłej współpracy 13 laboratoriów z 10 krajów (m.in. z Hongkongu, Chin, Kanady, Wielkiej Brytanii i Stanów Zjednoczonych). To tylko jeden z etapów programu, którego ostatecznym celem ma być wynalezienie efektywnych testów diagnostycznych i opracowanie skutecznej metody walki.
Pierwsze przypadki tego schorzenia pojawiły się w Chinach pod koniec 2002 roku, jednak władze chińskie zabroniły prasie pisać o tym schorzeniu, a władze medyczne opóźniły przekazywanie raportów do WHO o ponad 4 miesiące. Było to przyczyną rozprzestrzenienia się choroby na Hongkong i Wietnam, a potem inne kraje świata.

## Objawy i leczenie

### Objawy
Początkowe objawy zachorowania przypominają grypę. Mogą występować niektóre z objawów takich jak gorączka, bóle mięśniowe, osłabienie, zaburzenia żołądkowo-jelitowe, kaszel, ból gardła i inne niecharakterystyczne objawy, łącznie lub osobno. Jednym objawem wspólnym dla wszystkich przypadków choroby jest temperatura powyżej 38 °C. W dalszym okresie choroby dochodzi do duszności. Objawy chorobowe pojawiają się najczęściej w ciągu 2-3 dni po zakażeniu (najdłużej 13 dni).
W około 10-20% przypadków konieczne jest podłączenie chorego do respiratora. Badania wykonywane w celu rozpoznania SARS to przede wszystkim badanie RTG klatki piersiowej, a także badania krwi. Sugerować zachorowanie na SARS mogą:
- gorączka (powyżej 38 °C)
- kontakt w ciągu ostatnich 10 dni z inną chorą na SARS osobą
- powrót z terenów zachorowań na SARS (Chiny, Hongkong, Wietnam, Singapur, prowincja Ontario w Kanadzie).

### Leczenie
Antybiotyki są nieskuteczne w leczeniu SARS. Lek przeciwwirusowy rybawiryna i kortykosterydy, choć początkowo donoszono o ich pozytywnym wpływie na przebieg choroby, obecne dane naukowe tego nie potwierdzają. Pacjenci, zgodnie z zaleceniami WHO powinni być izolowani, najlepiej w pokojach z podciśnieniem, z zachowaniem rygorystycznych barier epidemicznych. Dalsze leki przeciwwirusowe o znanej skuteczności przeciw grypie, wirusowemu zapaleniu wątroby czy AIDS, są poddawane próbom, aby ocenić
ich skuteczność w leczeniu.
| Kraj              | Liczba przypadków | Liczba zgonów |
| ----------------- | ----------------- | ------------- |
| Chiny             | 5328              | 349           |
| Hongkong          | 1755              | 299           |
| Tajwan            | 346               | 37            |
| Kanada            | 251               | 43            |
| Singapur          | 238               | 33            |
| Wietnam           | 63                | 5             |
| Stany Zjednoczone | 27                | 0             |
| Filipiny          | 14                | 2             |
| Tajlandia         | 9                 | 2             |
| Mongolia          | 9                 | 0             |
| Niemcy            | 9                 | 0             |
| Francja           | 7                 | 1             |
| Australia         | 6                 | 0             |
| Malezja           | 5                 | 2             |
| Szwecja           | 5                 | 0             |
| Wielka Brytania   | 4                 | 0             |
| Włochy            | 4                 | 0             |
| Indie             | 3                 | 0             |
| Korea Południowa  | 3                 | 0             |
| Indonezja         | 2                 | 0             |
| RPA               | 1                 | 1             |
| Hiszpania         | 1                 | 0             |
| Irlandia          | 1                 | 0             |
| Kuwejt            | 1                 | 0             |
| Nowa Zelandia     | 1                 | 0             |
| Rosja             | 1                 | 0             |
| Rumunia           | 1                 | 0             |
| Szwajcaria        | 1                 | 0             |
| Suma              | 8096              | 774           |